# 丙梅街道
丙梅街道，是中华人民共和国贵州省黔东南苗族侗族自治州从江县下辖的一个乡镇级行政单位。
2019年8月8日设置丙梅街道，辖原丙妹镇银新居委会、三角井居委会、江东居委会、青平居委会、八仙桥居委会、俞家湾居委会、丙梅村、銮里村、平瑞村。

## 行政区划
丙梅街道下辖以下地区：
三角井社区、俞家湾社区、江东社区、青平社区、丙梅一村、丙梅二村、丙梅三村、平瑞村、平毫村、銮里村、长寨村、岜沙村、大融村、小融村、上歹村、大歹村、老或村、新或村、大洞村、雍里村、令里村、高加村、宰略村、敖里村、归林村、大塘村、龙江村、污扭村、尧等村、滚玉村、两料村和雍里乡。